# Василенко, Емельян Иванович
Емельян Иванович Василенко (21 января 1901 года, ст. Роговская, Таманский отдел, Кубанская область — 28 июля 1976 года, Краснодар) — советский военный деятель, генерал-майор (27 марта 1942 года).

## Начальная биография
Емельян Иванович Василенко родился 21 января 1901 года в станице Роговская ныне Тимашёвского района Краснодарского края России в семье бедного казака Ивана Дементьевича Василенко. После окончания 4 классов был вынужден пойти батрачить.

## Военная служба

### Гражданская война
В марте 1918 года вместе с отцом и старшим братом Афанасием добровольно вступил рядовым бойцом в Роговский батальон красногвардейского отряда Рогачева, который вскоре перешёл к партизанской деятельности и принимал участие в боевых действиях против войск под командованием А. И. Деникина на территории Северного Кавказа. Отец Емельяна, оставшийся в станице, был убит белогвардейцами, мать схвачена и подвергнута пыткам. С января 1919 года находился в плене деникинских войск, из которого освобождён в мае того же года, после чего служил рядовым бойцом в кабардино-балкарском отряде красных партизан «Назыра Кахтана», а с апреля 1920 года — красноармейцем в составе Славянского караульного батальона и принимал участие в боевых действиях на Северном Кавказе, Кубани, в Крыму и Ставрополье.

### Межвоенное время
В октябре 1920 года Е. И. Василенко направлен на учёбу на Орловские кавалерийские курсы, а в ноябре переведён на 11-е Вологодские курсы краскомов, после окончания которых в августе 1922 года направлен в 27-й стрелковый полк (9-я Донская стрелковая дивизия, Северо-Кавказский военный округ), в составе которого служил командиром отделения и командиром взвода. В январе 1924 года полк переименован в 64-й стрелковый полк, а Василенко назначен командиром роты. В период с ноября 1924 по январь 1925 года учился на разведывательных курсах при Владикавказской пехотной школе комсостава, после окончания которых вернулся в 64-й стрелковый полк, в составе которого служил помощником командира роты. В 1925 году вступил в ряды ВКП(б).
В августе 1925 года направлен на учёбу во Владикавказскую пехотную школу комсостава, после окончания которой с сентября 1927 года служил в 19-м стрелковом полку (7-я стрелковая дивизия, Украинский военный округ), дислоцированном в Нежине, на должностях помощника командира и командира роты.
В январе 1932 года назначен на должность помощника командира 30-го отдельного пулемётного батальона в составе Летичевского укреплённого района, в январе 1935 года — на должность командира 50-го отдельного пулемётного батальона в составе Могилёв-Ямпольского укреплённого района, а в октябре 1938 года — на должность командира 96-го стрелкового полка в составе 87-й стрелковой дивизии (Киевский военный округ), находясь на которой, принимал участие в боевых действиях в ходе похода в Западную Украину и на петрозаводском направлении в ходе советско-финляндской войны, после окончания которой дивизия вернулась в Киевский военный округ.

### Великая Отечественная война
С началом войны подполковник Е. И. Василенко находился на прежней должности. 87-я стрелковая дивизия с 22 июня 1941 года вела боевые действия в районе Владимира-Волынского на Западном Буге, где попала в окружение, из которого 96-й стрелковый полк под командованием Е. И. Василенко выходил по направлению на Днепр, после чего вёл тяжёлые оборонительные бои в районе Радомышля (Житомирская область).
1 августа 1941 года назначен на должность командира 369-й стрелковой дивизии, формировавшейся в районе Чебаркуля (Челябинская область), а 15 сентября того же года — на должность командира 136-й стрелковой дивизии, с 28 сентября ведшей боевые действия в районе Мелитополя и с октября участвовавшей в ходе Донбасской оборонительной и Ростовской наступательной операциях.
16 февраля 1942 года 136-я стрелковая дивизия дивизия под командованием Е. И. Василенко была преобразована в 15-ю гвардейскую, после чего вела боевые действия на Донбассе, а с июня участвовала в ходе Воронежско-Ворошиловградской, Донбасской операций. В конце июля дивизия переброшена в район Сталинграда, после чего участвовала в ходе Сталинградской битвы. 13 сентября 1942 года генерал-майор Е. И. Василенко был снят с должности командира 15-й гвардейской стрелковой дивизии «за отсутствие твёрдого руководства и невыполнение приказа», однако по результатам расследования обвинения были сняты, а Е. И. Василенко восстановлен в должности. С марта 1943 года дивизия вела оборонительные боевые действия на реке Северский Донец и затем участвовала в ходе Курской битвы, Белгородско-Харьковской наступательной операции и битвы за Днепр. С января 1944 года находился на лечении в госпитале и в марте того же года направлен на учёбу на ускоренный курс при Высшей военной академии имени К. Е. Ворошилова, после окончания которого в марте 1945 года назначен на должность командира 253-й стрелковой дивизии (21-й стрелковый корпус, 3-я гвардейская армия), ведшей боевые действия в районе города Глогау.
15 апреля переведён на должность командира 106-й стрелковой дивизии, которая участвовала в боях за Дрезден в рамках Пражской наступательной операции.

### Послевоенная карьера
С июля 1945 года находился в распоряжении Главного управления кадров НКО и в сентябре назначен командиром 166-й стрелковой дивизии, однако в октябре был освобождён от занимаемой должности и с декабря служил командиром 53-й гвардейской стрелковой дивизии, которая в мае 1946 года была преобразована в 10-ю отдельную гвардейскую стрелковую бригаду.
В ноябре 1950 года переведён на должность заместителя командира 10-го стрелкового корпуса (Уральский военный округ).
Генерал-майор Емельян Иванович Василенко 21 февраля 1955 года вышел в запас. Руководил комитетом  ветеранов бывшей 15-й гвардейской дивизии, председательствовал на слётах ветеранов в Волгограде, Харькове и Донбассе. Помогал чехословацким военным обобщать опыт ведения разведки и войны в горах. Был награждён боевым орденом Чехословакии. Избран почётным гражданином чехословацкого города Плассы..
Умер 28 июля 1976 года в Краснодаре. Похоронен на Славянском кладбище города.

## Награды
- Два ордена Ленина;
- Четыре ордена Красного Знамени
- Орден Суворова 2 степени;
- Два ордена Кутузова 2 степени;
- Медали.

## Память
В 1973 году на киностудии «Мосфильм» режиссёр Теодор Вульфович по мотивам повести Марка Колосова «Товарищ генерал» снял одноимённый фильм, в котором Василенко сыграл актёр Юрий Волков.

## Сочинения
- Е. И. Василенко. На южных подступах// Битва за Сталинград. 4-е издание. — Волгоград: Нижне-Волжское книжное издательство, 1973 — С.226 — 229.